# ولاد تسپش (فیلم)
ولاد تسپش (رومانیایی: Vlad Țepeș) یک درام تاریخی به کارگردانی دورو ناستاسه است که در سال ۱۹۷۹ منتشر شد. این فیلم دربارهٔ زندگی ولاد سوم (ملقب به وِلاد دراکولا) یک جنگ‌سالار و سردار نظامی والاچیا در قرن پانزدهم میلادی است که به جنگ با ترکان عثمانی پرداخت و به رتبه بویار دست یافت.

## بازیگران
- اشتفان سیلئانو در نقش ولاد سوم
- میهای پالادسکو در نقش پاپ پیوس دوم
- ائوجن اونگورانو در نقش ماتیاش یکم
- اشتفان ولنیچوک در استفن سوم مولدووا
- ارنست مافتی
- کنستانتین کودرسکو
- الکساندرو رپان
- جورجه کنستانتین
- سیلویو استانکولسکو
- رومولوس باربولسکو